# Wiktor Kurzeniecki
Wiktor Kurzeniecki herbu własnego – marszałek powiatu pińskiego w konfederacji targowickiej, deputat powiatu pińskiego na Trybunał Główny Wielkiego Księstwa Litewskiego kadencji ruskiej w 1774/1775 roku, poseł na sejm grodzieński (1793) z powiatu pińskiego, stolnik piński w 1794 roku, podczaszy piński w 1784 roku, major 5. Regimentu Pieszego Litewskiego w 1778 roku.